# Mikrografie (Kalligrafie)

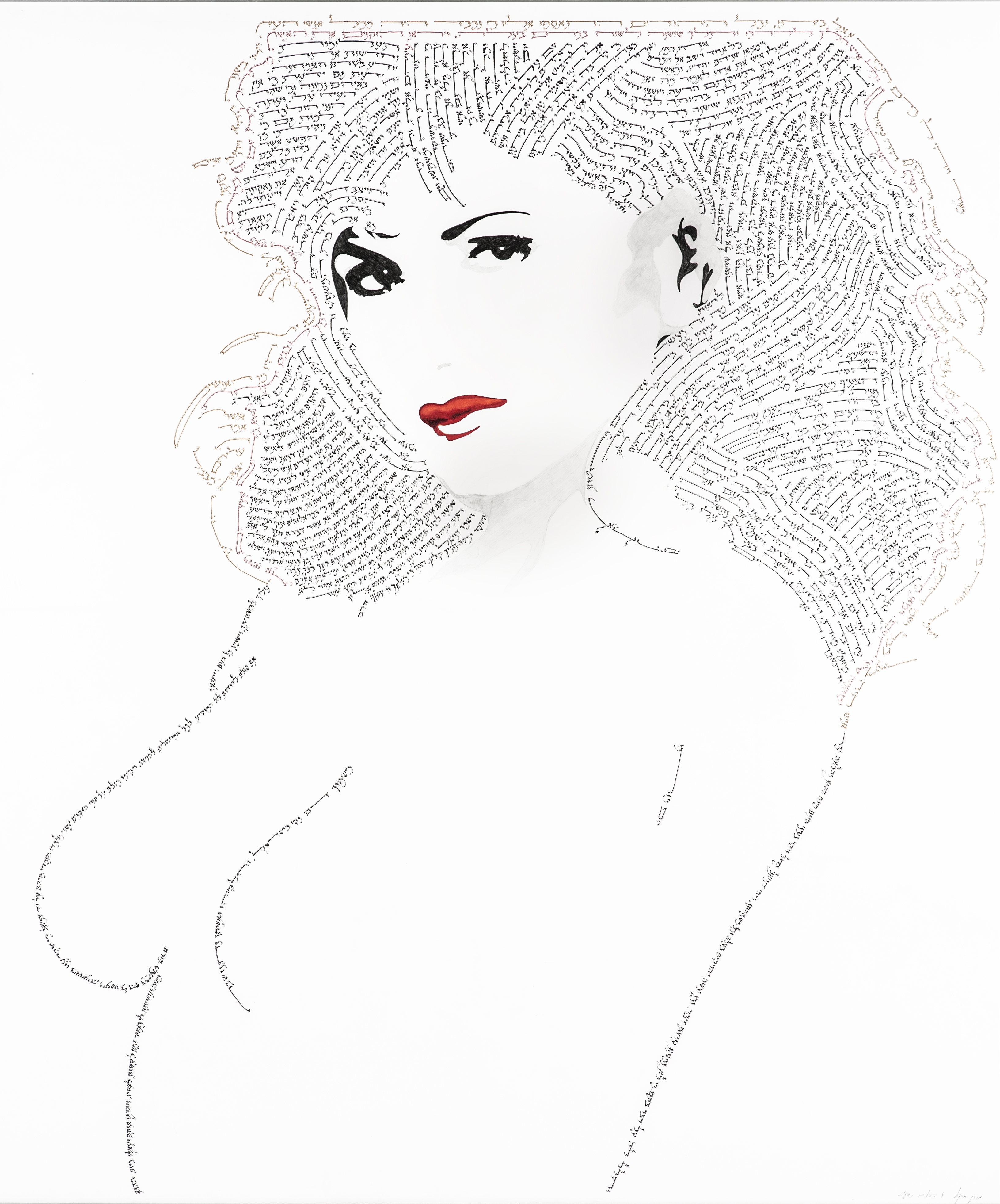
(Moran Haynal; Susanna im Bade, 2012)

Mikrografie ist eine winzige Schrift, die in abstrakte Muster geschrieben oder in figürliche Formen gebracht wird, beispielsweise in die Form von Tieren, Blumen oder menschlichen Figuren.

## In der jüdischen Tradition
Mikrografie ist eine jüdische Form der Verschönerung biblischer Texte, die im späten 9. Jahrhundert entwickelt und erstmals von jüdischen Schreibern im Heiligen Land und in Ägypten verwendet wurde. Im Laufe des Mittelalters verbreitete sich die Mikrografie über die jüdische Diaspora in Europa und im Nahen Osten.
Die frühesten Beispiele für Mikrographie-Dekorationen finden sich in hebräischen Handschriften aus dem Nahen Osten. Sie zeigen geometrische Muster, architektonische Strukturen, vor allem Bögen.
Das früheste datierte Beispiel der Mikrographie ist der Ben Ascher-Kodex der Propheten (datiert 895–6 n. Chr., Kairo).
Ursprünglich wurde diese winzige Schrift als Randnotiz in Bibelhandschriften verwendet und vermittelte die Masora, die traditionelle Art, den Bibeltext zu schreiben und/oder zu lesen. Die Informationen umfassten das Zählen und Auflisten jedes Wortes in der hebräischen Bibel, wie oft es verwendet wurde und wo es sonst in der Bibel in genau derselben grammatikalischen Form erschien. Der Zweck dieser Informationen bestand darin, die Genauigkeit des heiligen Textes zu bewahren und zu stabilisieren.
Die jüdischen Kopisten folgten den künstlerischen Trends der jeweiligen Epochen und Gebiete. So findet man beispielsweise im islamischen Land und in Spanien die Mikrographie in geometrischen, architektonischen und pflanzlichen Formen, während die Motive in den germanischen und französischen Gebieten figurative und symbolische Formen annahmen. In denselben (aschkenasischen) Gebieten nahmen sie manchmal sogar die Form von Fabelwesen an.
Die Mikrografie und das Bilderverbot stehen oft in einem Spannungsfeld; sie wird benutzt um es zu umgehen oder um seine Grenzen auszuweiten. Es werden Menschen abgebildet, jedoch oft ohne ihre menschlichen Gesichter zu zeigen.  Im 13. hd war die Hochzeit der Mikrografie in Frankreich und Deutschland. Sie dient als Kompromiss zwischen dem strengen jüdischen Bildverbot und figurativer jüdischen Kunst, ->christl. askenasischer Raum. In einer islamisch geprägten Umgebung ist das Bildverbot leicht einzuhalten, während im christlich dominiertem Umfeld die Verlockung zur billichen Abbildung groß ist.
Diese jüdischen Ritualschreiber waren bereits im Schreiben in winziger Schrift versiert. Zu ihrem Handwerk gehörte es, Bibelverse in kleiner Schrift für  Mesusot und als Einlagen für Tefillin zu schreiben. Als die Standardform heiliger Bücher von der Rolle zum Kodex wechselte, erhielt der Schreiber die Freiheit, Vokalpunkte, Kantillationszeichen und masoretische Notizen in die Ränder einzufügen. Er erhielt auch die Freiheit, die Bibel im Stil der Zeit zu verzieren. Die Umwandlung der Randnotizen in Designs war ein Ventil für die kreativen Talente der Schreiber. Diese Schreibinnovation wurde schließlich zur Tradition.

„Man kann sich sehr gut vorstellen, dass die Schreiber beim Kopieren des teilweise doch recht trockenen Kommentars gerne jeden künstlerischen Freiraum nutzten, um der Eintönigkeit ihrer Arbeit entgegenzuwirken. Das Abschreiben einer Bibel war – auch wenn es in gewissen Kreisen nicht gerne gesehen wurde – mit weit weniger Regeln behaftet als das Kopieren einer Torarolle, die weder den masoretischen Kommentar noch irgendwelchen Schmuck enthalten darf.“

Während die Mikrografie zunächst nur zur Freude von Bibellesern und -gelehrten eingesetzt wurde, da sie eine dekorative Methode zur Darstellung der Masora war, wurde sie in späteren Jahrhunderten auch zu einer Technik, mit der die Schönheit von Bibel- und Gebetbuchmanuskripten hervorgehoben und ein breiteres Publikum angesprochen wurde. Mit der Erfindung des Buchdrucks Mitte des 15. Jahrhunderts wurden weniger Bibelmanuskripte hergestellt. Bleidrucke konnten die mikrografischen Details, die mit der Feder möglich waren, nicht reproduzieren. Jüdische Schreiber fanden aber kreative Anwendungsmöglichkeiten für die alte Kunst. Sie benutzten nun die Lithografiepresse für die kostengünstige Verbreitung ihrer mikrografischen Entwürfe. Da zu gehörten verzierte Eheverträge, verschiedene Bibeltexte, biblische Szenen, heilige Stätten in Jerusalem sowie Porträts von Königen, berühmten Rabbis und jüdischen Autoren. Die Beschriftung dieser moderneren Mikrografien ist sehr kunstvoll, klar und leserlich. Die Leser studieren die Seite eingehend, um herauszufinden, welcher Text zur Erstellung des Bildes verwendet wurde, wo der Text beginnt und ob Wörter fehlen.

## Entstehung aus dem Kalligramm

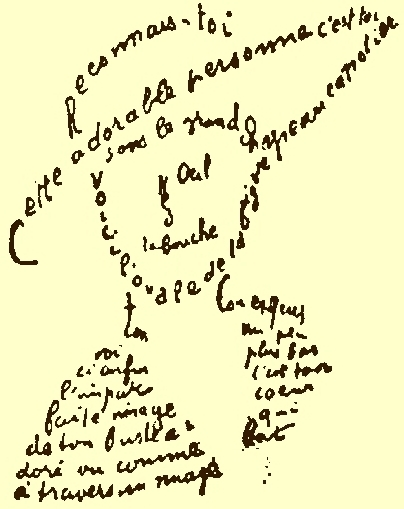
Gedicht aus den Poèmes à Lou von Guillaume Apollinaire

Auch wenn Mikrografie und Kalligramm nicht dasselbe sind, hat sich die Mikrografie aus der Idee des Kalligramms entwickelt. Genau wie im Islam sind im Judentum keine religiösen Bilder erlaubt. Die Mikrografie entwickelte sich als eine Möglichkeit, dieses Verbot zu umgehen und heilige Texte trotzdem zu verzieren.

## In der christlichen und der profanen Welt
Als Schriftmalerei oder Schreibmalerei bezeichnet man die Malerei mit der Feder. Sie verdankt ihren Ursprung den Schönschreibern (auch: Kalligrafen, Literalmaler, Schreibmeister oder Modisten), die bald nach der Erfindung der Buchdruckerkunst besonders in Nürnberg tätig waren.
Zuerst erfanden sie die Mikrografie (Kleinschreiberei), deren Erzeugnisse auf kleinstem Raum geschrieben und in Ringe gefasst wurden. Bei den zugrundeliegenden Texten handelt es sich oft um das Vaterunser oder einzelne Psalmen.
Später suchte man durch die klein geschriebenen Wörter und Zeilen die Striche des Stifts und Pinsels nachzuahmen und bildete so Figuren und ganze Bildnisse, genannt kalligrafische Bilder, Literalbilder oder Schriftbilder. Die Schrift enthielt dann gewöhnlich die Geschichte der abgebildeten Person, eine Lobschrift derselben oder biblische Stellen.
Kalligrafische Bilder sind unter anderem von Hans Wechter, Bernard de Paris, Etienne de Blégny und Jean Midolle überliefert.

## Belege
1. 1 2  {https://www.quirkbooks.com/Quirky-history-micrography-or-minuscule-medieval-images-drawn-with-letters/
Quirky History: Micrography, or Minuscule Medieval Images Drawn with Letters}
2. ↑  {https://blog.nli.org.il/en/micrography/ Micrography: the Art of Drawing with Letters
3. 1 2 3 4  Anchi Hoh: Micrography in the Jewish Tradition, 5. Februar 2018; abgerufen am 26. September 2024.
4. ↑  {https://institut-rachi-troyes.fr/art-micrographie-manuscrits-hebreux-copistes-juifs-moyen-age/}
5. 1 2  https://juedisches-leben.erfurt.de/jl/de/mittelalter/handschriften/wissenswertes/118685.html